# Мойсе I (Влахия)
Мойсе I (на румънски: Moise Vodă) е княз на Влашко от 1529 до 1530 г.

## Живот
Син на Владислав III, той е избран от болярския съвет за княз след смъртта на Раду V Афумати. Отстранен от трона през юни 1530 г., той се опитва да си върне властта, но е убит в битка на 29 август същата година.

## Фамилия
От съпругата си Анка Крайовеску Мойсе има само една дъщеря, Замфира, която е омъжена първо за един унгарски болярин, а по-късно за полския аристократ Станислав Нисовски. Тя е дарителка на църквата Денсус в Хунедоара (днес в Румъния), в която е погребана през 1580 г.